# Fenyloacetylen
Fenyloacetylen – związek organiczny z grupy węglowodorów nienasyconych. Jest to najprostszy aromatyczny węglowodór z wiązaniem potrójnym. W warunkach normalnych jest bezbarwną cieczą. Z fenyloacetylenu w procesie polimeryzacji uzyskuje się polifenyloacetylen – żółty polimer przewodzący.